# مارکتا کراوسووا
مارکتا کراوسووا (چکی: Markéta Krausová؛ ۲۰ آوریل ۱۸۹۵ – ۲ ژوئیهٔ ۱۹۴۲) بازیگر تئاتر و سینما و خواننده اپرا اهل کشور چکسلواکی بود. وی یهودی بود.